# Louise Horte
Louise Horte, née Eugénie Marie Louise Rouen le 11 décembre 1908 à Saint-Féliu-d'Avall (Pyrénées-Orientales) et morte le 11 décembre 2008 à Perpignan (Pyrénées-Orientales), est une résistante française.

## Biographie

### Jeunesse
Louise Horte, après des études de secrétariat à Perpignan, travaille chez un avocat de Perpignan, puis dans une entreprise viticole à Banyuls-sur-Mer et Port-Vendres. Elle y rencontre René Horte et l'épouse à Port-Vendres le 4 avril 1931. Ce dernier est instituteur à Valmanya en Conflent. Elle s'y installe avec lui et leur fils Jean-Claude naît le 23 novembre 1933.

### Résistance
Alors que René Horte est mobilisé en 1939, Louise Horte prend en charge le secrétariat de la mairie de Valmanya jusqu'à son retour. En février 1941, Abdon Robert Casso, également originaire de Valmanya, crée le réseau de résistance Sainte-Jeanne auquel René et Louise Horte prennent part dès le mois d'avril suivant ; elle y gagne le grade de lieutenant.

### Arrestation, internement, déportation
Le 28 mai 1943, la police allemande vient pour arrêter René Horte. S'étant échappé, elle est arrêtée à la place, interrogée puis transférée à Amélie-les-Bains et enfin à Perpignan. Interrogée à chaque fois, elle ne dit rien.
Trois mois plus tard elle est déportée au camp de Ravensbrück par le convoi I.126 parti de Paris le 29 août 1943, où elle porte le matricule 22 388. Elle s'y lie avec des militantes communistes, ce qui la conduit à adhérer au Parti communiste après la guerre.

### Libération et après-guerre
Bénéficiant d'un échange de 1000 prisonnières allemandes contre 400 déportées grâce à la Croix-Rouge suisse, elle est de retour chez elle le 10 avril 1945, avant la fin de la guerre. Elle y retrouve son village, détruit par les allemands en août 1944, et son mari, qui poursuit ses activités dans le maquis puis redevient instituteur après la guerre.

### Décès
René Horte meurt à Perpignan en 1987 et Louise Horte en 2008, à Perpignan également.

## Distinctions
Louise Horte a reçu les distinctions suivantes :
- Officière de la Légion d'honneur[Quand ?]
- Croix de guerre 1939–1945, palme de bronze
- Palmes d'or de l'ordre de la Couronne
- Citation à l'ordre de la nation américaine par le général Eisenhower

Son mari René Horte a reçu la médaille de la Résistance française (décret du 10 janvier 1947).